# Ерейментау (горы)
Ерейментау — горная система (с каз. Ерейментау — «малая преграда гор» или «малые горы»), которая находится на юго-востоке Акмолинской области и северо-востоке Карагандинской области. Этот горный остров скалистых сопок и горных кряжей окаймлён узкой лентой сохранившихся нераспаханных предгорных степей. Он представляет собой фрагмент громадной территории Казахского мелкосопочника, так называемой Казахской складчатой страны, и является частью древней Тимано-Алтайской горной системы.

## Геология
Геологические исследования показывают, что Ерейментауские горы вместе с более обширной территорией Казахского мелкосопочника являются частью древней Тимано-Алтайской горной системы, которая ещё в плейстоцене существовала как единое целое и занимала территорию, простирающуюся от северо-востока европейской части России через южную часть Западной Сибири до Северного Казахстана.
В голоцене Тимано-Алтайская горная система геологическими процессами была разъединена на отдельные части и разрушилась на значительном протяжении или покрылась толщами осадочных пород. Реликтом этой системы является Казахский мелкосопочник с неоднородной геологической структурой. Здесь сохранились следы древних и молодых горных хребтов и гряд, пересекающих этот возвышенный массив в различных направлениях. Среди самых примечательных геологических образований мелкосопочника выделяется горный массив Ерейментау. К нему с разных сторон подходят реликтовые участки разновозрастных водораздельных территорий. Они протягиваются линиями возвышенностей, иногда весьма древних и малозаметных. В настоящее время можно выделить связи Ерейментау по водоразделам с побережьем Северного Ледовитого океана, с Центральной Сибирью, Алтаем, Тарбагатаем, Джунгарским Алатау, Чу-Илийскими горами, Западным Тянь-Шанем и европейской частью страны.

## Достопримечательности
Встречаются многочисленные могильники каменного и бронзового века, скифские памятники, тюркские каменные изваяния.

## Флора и фауна
Животный мир Ерейментау отличается редким многообразием. Здесь обитают горные, лесные и степные виды животных: архар, косуля сибирская (елик), барсук песчаный, лисица, волк, корсак, сурок-байбак, хорёк степной, горностай, зайцы беляк и русак, малый суслик, хомяк обыкновенный, водяная крыса, тетерев обыкновенный, серая и белая куропатки, перепел обыкновенный, вяхирь, сизый голубь, горлица обыкновенная, коростель, гуси серый и белолобый, огарь, кряква, шилохвость и другие.
До настоящего времени в предгорных степях, в широких долинах, на крутых и пологих склонах, и в глубоких ущельях, характерных для Казахского нагорья сохранился богатый генофонд растительных видов. К горному массиву с разных сторон подходят реликтовые участки водораздельных территорий. По ним в различные геологические эпохи расселялись растения — представители разных географических элементов флоры. Ерментау — район наиболее выраженного экотипического разнообразия флоры, вот почему этот водораздельный узел учёные относят к числу наиболее важных охраняемых природных территорий Северного Казахстана.
На сравнительно небольшой территории горного массива в разнообразных экологических условиях произрастают свыше 400 видов сосудистых растений. Среди них редкие и исчезающие виды, представляющие интерес в пищевом, лекарственном, кормовом, декоративном и научном отношении.
Большой интерес для науки представляют растения реликты — живые свидетели эволюции растительного мира. Таким реликтом сухостепной растительности является крыловия пустынностепная, найденная на северных отрогах низкогорной гряды Сункария. Около тринадцати миллионов лет назад оно было широко распространено в Азии. Теперь её небольшие популяции встречены на западном побережье озера Байкал и в Казахстане. Это вид консервативный, вымирающий.
Редкими растениями, имеющими научное значение и малоизученными, являются: галитцкия лопатчатая, молочай приземистый, курчавка незаметная, триния шершавая, синеголовник плосколистный, ласточник сибирский и некоторые другие.
Из лекарственных растений в горах Ерментау изредка встречаются: адонисы весенний и волжский, горечавка лёгочная, патриния средняя, цмин песчаный, эфедра двухколосковая и солодка уральская.
На территории заказников ещё можно изредка встретить красивоцветущие декоративные растения: ятрышник широколистный, ирисы сибирский, кожистый и солелюбивый, прострелы многонадрезной и желтоватый, ветреница лесная, гвоздика иглолистная, рябчик малый, василёк сибирский, кошачья лапка и гониолимон превосходный.
Редкими растениями, представляющими интерес в кормовом отношении, являются: ковыли Залесского (внесённый в Красную книгу СССР), Коржинского и сарептский; чий блестящий, копеечник Гмелина, остролодочник яркоцветный, астрагалы узкорогий и эспарцетный. Ковыли Залесского и сарептский по кормовым достоинствам заслуживают испытания в культуре. Так. ковыль Залесского в фазу кущения содержит 17,9 % протеина, а в фазу трубкования — 14,7 %. Чий блестящий урожаен в самые засушливые годы и хорошо поедается до колошения, содержит в эту фазу 12,9 % протеина, солевынослив. Остролодочник яркоцветный, копеечник Гмелина, астрагал узкорогий и эспарцетный содержат в фазу цветения соответственно 11,3; 16,5; 16,7; 13,1 % протеина и являются хорошими пастбищными травами, также заслуживающими испытания в культуре. Они приспособлены к суровым почвенно-климатическим условиям, их можно использовать при биологической мелиорации солонцов и других неудобий.
Из редких пищевых растений на территории заказников встречаются смородина чёрная, малина обыкновенная, кизильник черноплодный, боярышник кроваво-красный и шиповник колючейший. В смеси с берёзой и осиной там растёт редкий вид дерева ольха клейкая, занесённая в Красную книгу республики.
Горный массив Ерментау можно рассматривать как рефугиум или своеобразное убежище и как природный резервуар, в котором многообразие экотипических условий явилось залогом для сохранения и эволюции видов.
На основе двухлетних полевых исследований сотрудников Кафедры охраны природы ЦСХИ, «Целингипрозем» и лаборатории комплексных экономических исследований Института экономики Уральского научного центра Академии наук СССР в 1981 и 1982 годах было обнаружено свыше трёхсот пятидесяти видов сосудистых растений:

Все, собранные в течение пяти лет, виды флоры Ерментау были определены в Ботаническом институте имени В. Л. Комарова (Камелин Р. В., Бочанцев В. П., Гельдиханов А. Г., Родионенко Г. В. и др.). Обнаружены виды, отсутствующие во флоре Центрального Казахстанского Мелкосопочника, к которому принадлежит исследуемый регион и виды, отсутствующие во флоре Казахстана (приводятся отдельно в конце списка).

Сем. Настоящие папоротники — Polypodiaceae R.Br.
1. Кочедыжник женский — Athýrium fílix-fémina (L.) Roth ex Mert.

Глубокое ущелье, в лесу у ручья, в горах Каскыртау.
2. Многоножка обыкновенная — Polypodium vulgare L.

Окрестности аула Алгабас, скалы северной экспозиции.
3. Щитовник картузианский — Dryopteris carthusiana (Vill.) H.P.Fuchs

Соколиные горы, расщелины скал.
Сем. Хвощевые — Equisetactae Rich.
4. Хвощ лесной — Equisetum sylvaticum L.

Низкогорья влажных берёзовых, сосновых и осиновых лесков. Ущелье гор, у ручья, зимовка Шайшкуль.
Сем. Кипарисовые — Cupressaceae Neger
5. Можжевельник казачий — Juniperus sabina L.

Выходы скал, крупнокаменистые осыпи. Гора Нияз, в расщелинах гранитных скал, редок.
Сем. Эфедровые — Ephedraceae Dum.
6. Хвойник двуколосковый — Ephedra distachya L.

Расщелины скал, зимовка Мейрман, редок.
Сем. Рогозовые — Typhaceae Juss.
7. Рогоз Лаксмана — Typha laxmanni Lepech.

По берегу речки Кулымбет, недалеко от зимовки Мейрман.
Сем. Ситниковидные — Juncaginaceae Rich.
8. Триостренник приморский — Triglochin maritimum L.

Влажные солончаки, у зимовки Мейрман.
Сем. Злаковые — Poaceae Juss.
9. Волоснец акмолинский — Elimus armolinensis (Drob.) Tzvel., субэндем.

Солончаки и солонцеватые луга.
10. Волоснец узколистый — Elimus angustus (Trin.) Pilg.

Солончаки у плотины р. Кулумбет, зимовка Мейрман.
11. Волоснец многостебельный — Elimus multicaulis (Kar. et Rir.)

Зимовка Дюсембулак, у ручья.
12. Колосняк ветвистый — Leymus ramosus (Trin.) Tzvel.

Степь предгорий, солонцы.
13. Волоснец гигантский — Elymus giganteus (Vahl.) Pilg.

У горы Кунгошлан, луг, у родника.
14. Ломкоколосник ситниковый — Psathyrostachus juncea (Fisch.) Nevski.

У плотины, зимовка Мейрман, малоразвитые почвы.
15. Тонконог гребёнчатый — Koeleria cristata (L.) Pers.

Зимовка Шайшкуль, склоны гор, степь предгорий.
16. Ячмень короткоостистый — Hordeum brevisibulatum (Trin.) Link.

Луговые почвы у ручья Карабулак.
17. Тимофеевка степная — Phleum phleoides (H.) Karst.

Степь, малоразвитые почвы у ручья Карабулак.
18. Зубровка ползучая — Hierochloe stepporum (repens) (Host.) Beaw.

У берёзо-осинового колка, влажный луг.
19. Полевица гигантская — Agrostis gigantean Roth

У лесного колка, влажный луг, вблизи зимовки Дюсембулак.
20. Бескильница гауптовская — Puccinellia hauptiana (V.Krecz.) Kitag.

Сырой, солонцовый луг.
21. Бескильница гигантская — Puccinellia gigantean Grossh.

Луговые солончаки.
22. Бескильница длиночешуйная — Puccinellia doliholepis V.Krecz.

У соляного озера.
23. Бескильница расставленная — Puccinellia distans (jaeg.) Parl.

Солончаки, берег озера Коржункуль.
24. Бескильница тончайшая — Puccinellia tenuissima Litv. ex V.Krecz.

На мокрых солончаках, зимовка Мейрман, у плотины.
25. Ежа сборная — Dactylis glomerata L.

Горное ущелье, в лесу, зимовка Еликты.
26. Чий блестящий — Lasiagrostis splendens (Trin.) Kunth

Река Кулумбек, солончаковый луг.
27. Мятлик узколистный — Poa angustifolia L.

Пойма реки Оленты.
28. Мятлик болотный — Poa palustris L. (P. Sorotina Ehrh.)

Луговые почвы, у берёзо-осинового колка.
29. Мятлик степной — Poa stepposa (Kryl.) Roshev.

Пойма реки Кара-Агаш, зимовка Мейрман.
30. Мятлик лесной — Poa nemoralis L.

Северная окраина горы Нияз, лесистый склон.
31. Мятлик луговой — Poa pratensis L.

Расщелины скал, гора Нияз.
32. Тростник обыкновенный — Fhragmites communis Trin.

Берег реки Кулумбет, у зимовки Мейрман.
33. Лисохвост луговой — Alopecurus pratensis L.

Горное ущелье, луговые почвы, у зимовки Ельтай.
34. Лисохвост вздутый — Alopecurus arundinaceus Poir.

Влажный луг, у входа в горное ущелье.
35. Пырей гребневидный — Elytrigia pectinatum (Bieb.) Beaw

На щебнистых почвах, джейляу Барсан.
36. Пырей ползучий — Elytrigia repens (L.) Beaw

В понижениях рельефа, на луговых почвах.
37. Овсец пустынный — Helictotrichon desertorum (Less.) Nevski

Щебнистые почвы склонов гор Каскыртау.
38. Овсец азиатский — Helictotrichon  asiaticum [(sohilianum) Schellianum] (Scribn.) hookeri Avena versicolor (Roshev.) Grossh.
.
Гора Нияз, в понижении у берёзо-осинового колка.
39. Овсяница луговая — Festuca pratensis Hunds.

В черноольшаннике, у ручья.
40. Овсяница бороздчатая — Festuca (rupicola) valesiaca subsp. Sulcata (Hack.) Nym.

Степь, вдоль реки Оленты, повсеместно.
41. Овсяница восточная — Festuca orientalis (F. regeliana) (Kerner.) Pavl.

Мелкосопочник, госземзапас, повсеместно.
42. Ковыль Коржинского — Stipa Korshinskyi Roshev

Склоны гор и степь предгорий.
43. Ковыль восточный — Stipa orientalis Trin

Сухие щебнистые склоны горной гряды Сункария.
44. Ковыль сарептский — Stipa sareptana A.Beck.

Степи предгорий, повсеместно.
45. Ковыль Лесингиана — Stipa lessingiana Trip. et Rups.

Степи предгорий, повсеместно.
46. Ковыль волосатик, тырса — Stipa capillata L.

Степи предгорий, повсеместно.
47. Ковыль узколистный — Stipa tirsa
 Stev S. stenophylla Czern.
48. Ковыль Залесского — Stipa zalesski
 Wilensky
Склоны гор, на малоразвитых почвах.
49. Щетинник зелёный — Setaria viridis
 (L.) Beaw.
Склоны сопок.
50. Пырей плевеловидный — Elytrigia lolioides
 — Agropyron lolioides
 (Kar. Et Kir) Nevski
Степные луга горных долин.
51. Ковыль украинский — Stipa ucrainica L.
 L.
Всхолмленная предгорная степь.
Сем. Осоковые — Cyperaceae
 Juss
52. Осока ранняя — Carex praecox
 Schreb.
Ущелье гор Каскыртаy, зимовка Шайшкуль.
53. Осока приземистая — Carex supina
 Wahl.
Ущелье гор Каскыртау.
54. Осока ложночерноцветная — Carex melanostachya
 Bieb.ex Willd, melanantheformis Litv
У подножий сопок, зимовка Шайшкуль.
55. Осока стоповидная — Carex pediforvis
 C.A. Mey
Каменистые россыпи, окрестности аула Алгабас.
56. Камыш Табернемонтана — Scirpus tabernaemontani
 (C.C.Gmel.) Missbach & E.H.L.Krause
В воде, у берега озера Майколь.
57. Осока ржаная — Carex secalina
 Willd, редко.
Берег озера Майколь, песчаные почвы.
58. Осока ложноузколистная — Carex stenophylloides V.Krecz.

Предгорные степи, склоны сопок.
59. Осока джунгарская — Carex songorica
 Kar.et Kir.
По берегу озера Телескуль.
60. Осока светлая — Carex diluta
 Bieb.
Горный хребет Акшокы, у ручья Карабулак.
61. Клубнекамыш морской — Bolboschoenus maritimus
 (L.) Palla
По берегу озера Телескуль.
62. Болотница одночешуйная — Heleoharis uniglumis
 L. inserv, Eleoharis fennica Palla
Влажные солончаки, озеро Телескуль.
Сем. Ситниковые — Juncaceae
 Juss
63. Ситник темноцветный — Juncus atratus
 Krock
Луг, у окраины села Белодымки.
64. Ситник лягушечный — Juncus bufonius L.
 L.
Влажный луг в понижениях рельефа.
65. Ситник Жерарда — Juncus gerardii
 Loisel.
Зимовка Жортан, у ручья, солонцеватые, луговые почвы.
Сем. Лилейные — Liliaceae
 Juss.
66. Лук Палласа — Allium pallsii
 Murr.
Склоны гор на границе с Карагандийской областью.
67. Лук обманывающий — Allium (dicipiens) tulipefolium
 Ledeb.
Зимовка Жортан, склоны гор Мыншукур.
68. Лук торчащий — Allium strictum
 Schrad.
Склоны гор, зимовка Кегизбай.
69. Лук угловатый — Allium angulosum L.
 L.
Горная долина, глубокая лощина.
70. Лук сферический — Allium sphaerocephalon L.
 L. Нет во флоре Казахстана.
Горное ущелье. Нет в списках флоры Казахстана.
71. Лук красноватый — rubens Schrad
.
Заросли степных кустарников.
72. Лук поникающий — Allium nutans L.
 L.
Гора Нияз, склоны северной окраины.
73. Лук шаровидный — Allium globosum
 M. B. Ex Redoute.
Склоны гор повсеместно.
74. Гусиный лук, низкий — Gagea pusilla
 (F.W. Schmidt) Schult. et Schult. f.
Склоны гор Каскыртау, у зимовки Шайшкуль.
75. Тюльпан поникающий — Tilipa patens
 Agardh ex Schult. et Schult.f.
Склоны гор Мыншукур.
76. Рябчик малый — Fritillaria meleagroides
 Patrin.ex Schult. et Schult. f.
Пойма реки, вблизи аула Ордыбай.
Сем. Спаржевые — Asparagactae
 Juss
77. Спаржа обыкновенная — Asparagus officinalis L.
 L.
Горное ущелье хребта Каскыртау.
Сем. Ирисовые — Iridaceae
 Juss
78. Ирис солелюбивый — Iris halophila
 Pall
У ручья Карабулак, щебнистая степь.
79. Ирис сибирский — Iris sibirica L.
 L.
Ущелье в горах Каскыртау, редок.
80. Ирис кожистый — Iris scariosa
 Wild. ex Link
Каменистые склоны гор Каскыртау, редок, эндем.
81. Ирис молочный — Iris lacteal
 Pall
Солончаковый луг, зимовка Жортан.
Сем. Ятрышниковые — Orchidaceae
 Juss
82. Ятрышник широколистный — Orchis latifolia
 L.Влажный луг, заросли кустарников, у зимовки Мейрман.
Сем. Ивовые — Salicaceae
 Mirbel
83. Ива каспийская — Salix caspica
 Pall.
Берег речки Карасу.
84. Ива розмаринолистная — Salix rosmarinifolia L.
 L.
Межсопочная лощина, ущелье Контарбай.
85. Ива пепельно-серая — Salix cinerea L.
 L.
Межсопочная долина, ручей в горном ущелье.
86. Ива прутовидная — Salix viminalis L.
 L.
По берегам ручьёв, в горных ущельях.
87. Ива приземистая — Salix bebbiana
 Sarg.
По ручьям в горных долинах и ущельях.
88. Ива пятитычинковая, чернотал — Salix pontandra L.
 L.
В горных долинах, по берегам ручьёв и речек.
89. Ива остролистная, краснотал — Salix acutifolia
 Willd
По берегам ручьёв в горных распадках.
90. Ива козья — Salix caprea L.
 L.
По берегам ручьёв, по лесным опушкам.
91.Осина или Тополь дрожащий — Populus tremyla L.
 L.
В долинах рек, ручьёв, вокруг родников и в ущельях.
Сем. Берёзовые — Betulaceae
 S.F. Gray
92. Берёза повислая, бородавчатая — Betula pendula Roth

В долинах рек и по склонам низкогорий образует небольшие берёзо-осиновые лески.
93. Берёза мелколистная — Betula microphilla

В долинах с ивняками и берёзой бородавчатой, редок.
94. Ольха клейкая — Alnus glutinosa
 L. Gaerth.
По берегам рек и во влажных ущельях, редок.
Сем. Тутовые — Cannabaceae
 Endl. Moraceae
95. Хмель обыкновенный — Humulus lupulus L.
 L.
В лесу, у ручья, вблизи зимовки Дюсембулак.
Сем. Крапивные — Vrticaceae
 Juss
96. Крапива жгучая — Vritica urens L.
 L.
У ручья, в лесном колке, зимовка Жортан.
Сем. Санталовые — Santalaceae
 R.Br.
97. Ленец многостебельный — Thesium multicaule
 Lebeb.
Щебнистые склоны гор Каскыртау.
Сем. Гречишные — Polygonaceae
 Juss
98. Гречишка птичья — Polygonum aviculare L.
 L.
Река Кулумбек, по берегу.
99. Горец земноводный — Polygonum amphibium L.

Солончаковый луг, зимовка Карабай.
100. Курчавка незаметная — Atraphaxux decipiens
 Jaub.et Spach.
Горный склон, расщелина, каменистые почвы, крайне редок, эндем.
101. Курчавка кустарниковая — Atraphaxis frutescens
 (L.) C. Koch.
Пологая, щебнистая сопка, редок.
102. Щавель конский — Rumex confertus
 Willd.
Луговые почвы, зимовка Дюсембулак.
103. Щавель пирамидальный — Rumex thyrsiflorus
 Fihgerh.
Остепнённые луга, луговые степи, на лугу, у ручья.
104. Горец перечный — Poligonum hidrohiper L.
 L.
В понижении, у ручья Карабулак.
Сем. Маревые — Chenopodiaceae
 Vent
105. Лебеда мелкоцветная — Atriplex micrantha
 C.A. Mey.
Влажный, солончаковый луг, редок.
106. Лебеда татарская — Atriplex tatarica L.
 L.
На засолённых почвах.
107. Лебеда бородавчатая — Halimione verrucifera
 (Bieb) Aellen, Atriplex verrucifera Bieb
Мокрые и пухлые солончаки у солёного озера, зимовка Мейрман.
108. Солянка холмовая — Salsola collina
 Pall
На засолённых почвах.
109. Кохия простёртая — Kochia prostrata
 (L.) Schrad.
Сухие склоны горы Сункария
110. Терескен кустарниковый — Ceroloides lateens
 (L.F. Gmel.) Reveal et
Найден только на вершине горы Тюре, в расщелинах скал. Очень редок, нет во флоре Казахстана.
111. Солерос европейский — Salicornia europaca L.

Берег озера Коржункуль, мокрые солончаки.
112. Бассия очитковидная — Bassia sedoides
 (Pall.) Aschers.
Степь, солонцы, у дороги, вблизи города Ерментау.
113. Поташник олиственный — Kalidium foliatum
 (Pall) Mog.
На берегу солёного озера, зимовка Мейрман.
114. Сведа разнолистная — Suaeda heterophylla
 (Kar.et Kir.) Bunge
На солончаках, берег озера Коржункуль.
115. Сведа рогатая — Suaeda corniculata
 (C.A. Mey) Bunge
Солончаки и лугово-солончаковые почвы.
116. Рогач песчаный — Сeratocarpus arenarius L.

Сухие предгорные степи.
117. Камфоросма монпелийская — Camphorosma monspeliacum
 L
Солонцы и солончаки, берег солёного озера.
118. Сарсазан шишковатый — Halocnemum strobilactum
 (Pall.) Bieb.
На берегу солёного озера, зимовка Мейрман.
119. Галогетон скученный — Halogeton glomeratus
 (Bieb.) C.A. Mey.
Берег солёного озера, зимовка Мейрман.
120. Марь сизая — Chenopodium glaucum
 L.
Солончаки, берег озера Коржункуль.
121. Сведа заострённая — Suaeda acuminata
 (C.A.Mey.) Mod.
Солёное озеро, у зимовки Мейрман, на солончаках.
Сем. Франкениевые — Frankeniaceae
 S. Gray
122. Франкения жёстковолосистая — Frankenia hirsuta
 L.
Солончаки, на берегу озера Коржункуль.
Сем. Гвоздичные — Caryohyllaceae
 Juss.
123. Песчанка узколистая — Arenaria stenophylla
 Ledeb.
Луговые степи, разнотравно-ковыльные, у зарослей кустарников.
124. Смолёвка мелкоцветная — Otites parviflora
=Silene borysthenica
 — Silene parviflora
 (Ehrh.) Pers На склоне низкогорий.
125. Смолёвка вильчатая — Silene dichotoma
 Ehrh.
Степные луга и травянистые склоны
126. Качим метельчатый — Gypsophila paniculata
 L.
Холмистая степь, у дороги.
127. Качим высокий — Gypsophila altissima
 L.
У зимовки Мейрман, на щебнистых почвах.
128. Гипсофила Патрена — Gypsophila patrinii
 Ser.
Сухие степи на выходе карбонатных пород (известняков и глин), субэндем.
129. Гвоздика Андржевского — Dianthys andrzejovskianus
 (japl.)
Каменистые, пологие склоны горной гряды Люлинской.
130. Гвоздика узколепестная — Dianthys leptopetalus
 Willd.
Сухие пологие склоны, у ручья Кара-Агаш.
131. Барская спесь — Lychnix chalcedonica
 L.
Глубокое ущелье гор Каскыртау, у зимовки Шайшкуль.
132. Гвоздика иглолистная — Dianthus acicularis
 Fisch.
Каменистые сопки, джейляу Барсан.
133. Гвоздика джунгарская — Dianthus songoricus
 Schisck.
Каменистые склоны горной гряды Каскыртау. Очень редок.
134. Песчанка Коринская — Eremogone Koriniana
 Fisch. ex Fenzl.
Каменистые, щебнистые склоны сопок.
135. Смолёвка (Дрёма четырёхлопастная) — Silene viscose
 (L.)
Степи предгорий, заросли степных кустарников, у отделения Еликты.
136. Звездчатка злачная — Stellaria graminea
 L.
Склоны сопок, у зимовки Жортан.
137. Ясколка полевая — Cerastium arvense
 L.
Склоны гор Мыншукур, у аула Ордыбай.
138. Дрёма ночецветная — Melandrium noctiflorum
, Silene noctiflora
, Silene olgae

Щебнистые склоны гор Мыншукур, у зимовки Жортан.
139. Смолёвка зелёноцветная — Silene chlorantha
 (Willd.) Ehrh.
Степные склоны предгорий.
140. Песчанка злачная — Arenaria graminifolia
 Schrad.
Щебнистые склоны сопок, по окраинам зарослей кустарников, у зимовки Мейрман.
141. Смолёвка изогнутая — Silene incurvifolia
 Kar.et Kir.
Сухие склоны горы Нияз.
Сем. Лютиковые — Ranunculaceae
 Juss.
142. Прострел желтоватый — Pulsatilla flavescens
 (Zuss.) Jus
Степь предгорий, джейляу Барсан.
143. Прострел многонадрезной — Pulsatilla multifida
 (G.Pritz.) Juz.
Щебнистые склоны гор Каскыртау.
144. Ветреница лесная — Anemona silvestris
 L.
Луг на опушке у берёзового колка.
145. Горицвет волжский — Adonis volgensis
 Stev.
Горы Каскыртау, в ущелье и на склонах, редок.
146. Горицвет весенний — Adonis vernalis
, редок
Склоны гор Каскыртау.
147. Лютик плавающий — Ranunculus natans
 C.A. Mey.
Влажные почвы долины, у горного хребта Мыншукур
148. Лютик близкий — Ranunculus natans
 C.A. Mey.
Влажные почвы долины.
149. Лютик стоповидный — Ranunculus propingus
 C.A. Mey.
Горное ущелье, луговые почвы, вблизи отделения Ельтай.
150. Лютик многоцветковый — Ranunculus polyanthemus
 L.
У ручья Карабулак, вблизи зимовки Шайщкуль.
151. Лютик многокоренной — Ranuncaelus polyrhizus
 Steph. ex Willd.
В межсопочном понижении, у зимовки Еликты.
152. Василистник простой — Thalictrum simplex
 L.
Ущелье гор Каскыртау, у берёзового колка.
Сем. Маковые — Papaveraceae
 Juss.j
153. Дымянка обыкновенная — Fumaria officinalis
 L.
Луговые почвы у берёзо-осинового колка, зимовка Еликты.
Сем. Крестоцветные — Cryciferae
 Juss.
154. Конрингия восточная — Conringia orientalis
 (L.) Dum.
Молодые залежи, окраины полей и дорог.
155. Пастушья сумка — Capsella bursa-pastoris
 (L.) Medik
У ручья, вблизи зимовки Дюсембулак.
156. Крупка лесная — Draba nemorosa
 L.
Холмистая степь, на сопке, у зимовки Жортан.
157. Бурачок пустынный — Alyssum turkestanicum
 Pegel et Schmalh.
Каменистые почвы на вершине сопки, у зимовки Жортан.
158. Вайда ребристая — Isatis constata
 C.A. Mey
Влажные луга в понижениях горных долин.
159. Вайда пушистоплодная — Isatis lasiocarpa
 Ledeb., I. Praecox Kit. et Tratt.
Горное ущелье, распадок.
160. Бурачок извилистый — Alyssum tortuosum
 Waldst.et Kit ex Willd.
Щебнистые склоны гор Каскыртау, у зимовки Шайшку ль.
161. Бурачок ленский — Alyssum lenense
 Adam
Каменистые склоны гор Каскыртау у зимовки Шайшкуль.
162. Клаусия солнцепёчная — Clausia aprica
 (Steph.) Korn. Tr.
Сухие степи предгорий.
163. Жерушник земноводный — Koripa amphibia
 (L.) Bess.
Сырой, заболоченный луг, в воде.
164. Икотник лопатчатый — Berteroa spathulata
 (Steph.) C.A.Mey.
Щебнистые склоны сопок, сухие, распаханные степи.
165. Вяжечка, башенница гладкая -Turritis glabra
 L.
166. Гулявник изменчивый — Sisymbrirum polymorphum
 (Murr.)
Склоны гор, щебнистые почвы, у зимовки Шайшкуль.
167. Клоповник толстолистый — Lepidium crussifolium
 Waldst et Kit.
Солончаковый луг, вблизи зимовки Мейрман.
168. Желтушник Маршалловский — Eryssmum marschallionum
 Andrz.
Влажные луга в понижениях горных долин.
169. Желтушник белоцветный — Eryssmum leucanthemum
 (Steph.) B. Fedtsch.
Склоны гор Каскыртау, щебнистые почвы, у зимовки Шайшкуль.
170. Галицкия лопатчатая — Farsetia spathulata
 Kar.tt Kir.
Склоны гор Мыншукур и найден на горе Сункария, очень редок эндем.
171. Рёмерия отогнутая — Roemeria refracta
 (Stev.) DC
У дороги, на молодой залежи.
Сем. Толстянковые — Crasseelaceae
 D.C.
172. Очиток гибридный — Sedum hybridum
 L.
В расщелинах скал, на горе Нияз.
173. Горноколосник колючий — Orosfachys shinosa
 (L.) C.A. Mey.
Вершины сопок, каменистые почвы.
174. Очиток пурпуровый — Sedum purpureum
 (L.) Schult.
Степь предгорий, у отделения Алгабас и в ущелье гор Каскыртау, у зимовки Шайшкуль.
Сем. Камнеломковые — Saxifragaceae
 Juss.
175. Белозор болотный — Parnassia palustris
 L.
Влажный солончаковый луг у отделения Карабай.
176. Смородина каменная — Ribes saxatile
 Pall.
Расщелины скал, горы Каскыртау.
177. Смородина чёрная — Ribes nigrum
 L.
В понижениях рельефа, по днищам глубоких ущелий, на опушках берёзо-осиновых колков.
Сем. Розоцветные — Rosaceae
 Juss.
178. Хамердос прямостоящий — Chamarhodos erecta
 (L.) Bunge.
Щебнистые почвы сопок у джейляу Барсан.
179. Малина костяника — Rubus soxatilis
 L.
На опушках берёзо-осиновых колков у подножий гор Каскыртау.
180. Малина обыкновенная — Rubus idalus
 L.
Расщелины скал, в горах Каскыртау.
181. Таволга зверобоелистная — Spiraca hypericifolia
 L.
Горные долины, по берегам рек и ручьёв, склоны горы Нияз.
182. Репейничек волосистый — Agrimonia pilosa
 Ledeb.
Горные долины, по берегам рек и в берёзовых колках.
183. Земляника зелёная — Fragaria viridis
 Duch.
Горный распадок, на опушке берёзового колка.
184. Черёмуха обыкновенная — Padus rasemosa
 (Lat.) Gilib.
Ущелье у ручья, горы Каскыртау.
185. Кровохлёбка аптечная — Sanguisorba officinalis
.
Луговые почвы, на опушке берёзового колка у подножий гор Каскыртау.
186. Лабазник вязолистный — Filipendula ulmaria
 (L.) Maxim.
Сырой луг, у ручья.
187. Лабазник шестилепестной — Filipendula hexapetala
 Gilib (Vulgaris molnch
)
Степь предгорий.
188. Роза (Шиповник) гололистый- Rosa glabrifolia
 C.A. Mey ex Rupr.
В расщелинах скал горы Акшокы.
189. Роза рыхлая — Rosa loxa
 Ritz.
Склоны гор Каскыртау.
190. Роза колючейшая — Rosa spinossima
 L.
Склоны гор Каскыртау.
191. Кизильник черноплодный — Cotoneaster melanocarpa
 Lodd.
Склоны сопок, в расщелинах, на щебнистых почвах.
192. Боярышник кровавокрасный — Crataegus sanguinea
 Pall
Ущелье гор Каскыртау, опушка колка.
193. Сабельник болотный — Cotarum palustre
 L.
Берег озера, болотистый луг.
194. Лапчатка бесстебельная — Potentilla acaulis
 L.
У зимовки Жортан, на солонцах.
195. Лапчатка гусиная — Potentilla anserine
 L.
Берег реки Кара-Агаш, у зимовки Жортан.
196. Лапчатка вильчатая — Potentilla bifurca
 L.
Равнинная степь, госземфонд.
197. Лапчатка распростёртая — Potentilla humifusa
 Willd. Ex Schlecht.
Щебнистые склоны у зимовки Шайшкуль.
198. Гравилат городской — Geum urbanum
 L.
Горное ущелье, влажный луг. Нет во флоре Казахстана.
199. Лапчатка серебристая — Potentilla argenta
 L.
Лесная поляна, травянистый склон.
200. Курильский чай, мелколистный — Pentaphylloides parvifolia
 (Dasiphora Raf) Potentilla parvifolia
 Fisch.
У ручья Карабулак.
201. Лапчатка пониклая — Potentilla patula
 Waldst. et Kit (P. Schurii), нет во флоре Казахстана.
Щебнистые склоны гор.
202. Лапчатка белеющая — Potentilla virgata
 Lehm. (P. Dealbata. Bunge)
Луговые почвы у берёзового колка, горное ущелье рядом.
203. Лапчатка липкая — Potentilla longifolia
 Willd.ex Schlecht. (Pviscosa Donn ex hehm)
Сырой луг, джейляу Барсан.
204. Лапчатка пенсильванская — Potentilla pennsylvanica
, нет во флоре Казахстана.
Щебнистые склоны у зимовки Шайшкуль.
205. Таволга городчатая — Spiraea crenata
 L.
Склоны предгорий, лога, западины, среди скал.
Сем. Бобовые — Fabaceae

Мелкосопочник, госземфонд.
206. Астрагал бухторминский — Astragalus buchtormensis
 Pall.
Склоны гор Мыншукур, зимовка Жортан.
207. Астрагал эспарцетный — Astragalus onobrychis
 L.
Склоны гор Мыншукур, зимовка Жортан.
208. Астрагал дугообразный — Astragalus arcuatus
 Kar. Et Kir.
Склоны гор у зимовки Шайшкуль.
209. Астрагал обедненный — Astragalus depauperatus
 Ledeb.
Каменисто-щебнистые склоны горной гряды.
210. Астрагал большеног — Astragalus macropus
 Bge.
Склоны холмов, степи, редок.
211. Астрагал австрийский — Astragalus austriacus
 Jaeq.
Предгорные, остепнённые луга.
212. Астрагал датский — Astragalus danicus
 Retz.
Луга горных долин.
213. Астрагал камнеломный — Astragalus rupifradus
 Pall.
Склоны сопок у зимовки Жортан.
214. Астрагал узкорогий — Astragalus stenoceras
 C.A. Mey.
Мелкосопочник, госземфонд.
215. Астрагал яичкоплодный — Astragalus testiculatus
 Pall.
Берег озера Телескуль, мелкосопочник у зимовки Жортан.
216. Астрагал аркалыкский — Astragalus arkalycensis
 Bunge
Мелкосопочник. Госземфонд.
217. Остролодочник волосистый — Oxytropis pilossa
 (L.)
Степь вдоль ручья Карабулак, малоразвитые почвы.
218. Остролодочник яркоцветный — Oxytropis floribunda
 (Pall.) D.C.
Склоны гор, зимовка Шайшкуль.
219. Остролодочник пузырчатоплодный — Oxytropis ampullata
 (Pall.) Pers.
Сопка у джейляу Барсан.
220. Копеечник Гмелина — Hedysarum gmelinii
 Ledeb.
Щебнистые склоны гор Каскыртау.
221. Чина болотная — Lathyrus palustris
 L.
Лесной колок, у родника.
222. Горошек призаборный — Vicia sepium
 L.
Лесная поляна.
223. Чина клубневая — Lathyrus tuberosa
 L.
Луга горных долин.
224. Термопсис ланцетный — Thermopsis lanceolata
 R.Br.
Степь предгорий, у высохшего ручья, вблизи Белодымского заказника.
225. Клевер люпиновый — Trifolium lupinaster
 L.
Горная долина, на опушке колка и на склонах гор Каскыртау, у зимовки Шайшкуль.
226. Чина луговая — Lathyrus pratensis
 L.
Ущелье в горах Акшокы.
227. Вика мышиный горошек — Vicia cracca
 L.
Ущелье гор Каскыртау.
228. Сочевичник весенний — Orobus vernus
 L.
Берёзо-осиновый колок у зимовки Еликты.
229. Карагана низкая — Caragana humila
 Pojark.
Степь предгорий, мелкосопочник.
230. Карагана белокорая — Caragana leucophloea
 Pojark.
Склоны гор Каскыртау, у зимовки Шайшкуль.
231. Солодка уральская — Glycyrrhiza uralensis
 Fisch.
Равнинная степь среди гор, у джейляу Барсан.
232. Люцерна румынская — Medicago romanica
 Prod.
Склоны гор Каскыртау.
233. Люцерна хмелевидная — Medicago lupulina
 l.
Высохшее русло ручья Карабулак.
234. Эспарцет песчаный — Onobrychis arenaria
 (Kit.) D.C.
Остепнённые луга.
235. Донник лекарственный — Melilotus officinalis
 (L.) Pall.
Луга долин, солонцеватые почвы поймы.
236. Донник белый — Melilotus albus
 Medik.
Высохшее русло ручья Карабулак, у зимовки Дюсембулак.
Сем. Геранивые — Geraniaceae
 Juss.
237. Герань ложносибирская — Geranium pseudosibibiricum
 J.Mayer.
Лесная опушка у неглубокого ущелья, луговые почвы.
238. Герань холмовая — Geranium collinum
 Steph.ex.Willd.
Луга горных долин.
Сем. Льновые — Linaceae
 S. F. Gray
239. Лён бледноцветковый — Linum pallescens
 Bunge.
На границе с Карагандинской областью, Белодымовский заказник, каменистые почвы.
Сем. Парнолистниковые — Jygophyllaceae
 R. Br.
240. Парнолистник вильчатый — Jygophyllum furcatum
 C. A. Mey. редок
По берегу солёного озера, вблизи зимовки Мейрман.
Сем. Истодовые — Polygalaceae
 R. Br.
241. Истод гибридный — Polygala hubrida
 D.C.
Щебнистые склоны сопок Ерментау.
Сем. Молочайные — Euphorbiaceae
 Juss. L.
242. Молочай андрахновидный — Euphorbia andrachnoides
 Schrenk.
Склоны гор, щебнистые почвы, у зимовки Жортан.
243. Молочай приземистый — Euphorbia humilis
 C.A. Mey ex Ledeb.
Расщелины скал в горах Каскыртау.
244. Молочай лозный — Euphorbia virgata
 Waldst. Et Kit.
Долина в горах Каскыртау.
Сем. Фиалковые — Violaceae
 Batsch
245. Фиалка скальная — Viola rupestris
 F.W. Schmidt.
Неглубокое ущелье в горах Каскыртау.
246. Фиалка персиколистая — Viola persicifolia
 Schreb.
Понижение у берёзового колка, у зимовки Мейрман.
247. Фиалка песчаная — Viola arenaria
, V. rupestris

Лесная поляна.
248. Фиалка горная — Viola montana
 L.
Опушка берёзового колка.
Сем. Дербенниковые — Lythraceae
 Jaume
249. Дербенник прутовидный — Lythrum virgatum
 L.
Редколесье, у ручья, зимовка Дюсембулак.
250. Дербенник иволистный — Lythrum salicaria
 L.
Луговые почвы у ручья.
Сем. Кипрейные — Onagraceae
 Juss
251. Иван-чай узколистный — Chamaenerium angustifolium
 (L.) Scop.
Каменистые сопки, расщелины скал, у зимовки Мейрман.
252. Кипрей мохнатый — Chamaenerium hirsutum
 L.
Лесная поляна, луговые почвы, у горы Акшокы, 5 км от зимовки Дюсембулак.
Сем. Зонтичные — Umbelliferae
 Juss.
253. Поручейник сизаровидный — Sium sisaroides
 D C.
В понижении среди гор, луга и поймы речек.
254. Ферула татарская — Ferula tatarica fischex
 Spreng
Сухие степи, каменистые почвы, солонцеватые, межсопочные понижения.
255. Морковник Бессера — Silaum besseri
 D C. [Silaus
 (L.) Schinz et Fhell]
Западины среди кустарников, солонцеватые луга.
256. Бутень Прескотта — Chatrophyllum prescottii
 D.C. Prodv.
Пойменные луга, в западинах, на опушках лесков.
257. Горичник любименковский — Peucedanum alsaticum
 L.
В берёзовых колках, в западинах и в ковыльно-разнотравных степях.
258. Купырь похожий — Anthiscus aemula
 (Woron.) Schisck
Горное ущелье.
259. Триния шершавая — Trinia muricata
 Gotet.
Сухие типчаковые степи, солонцеватые почвы. Эндем, редок.
260. Жабрица Ледебура — Seseli ledebourii
 G. Don fil.
Щебнистые почвы сопок у джейляу Барсан.
261. Вех ядовитый — Cicuta virosa
 L.
По сырым лугам, по окраинам водоёмов.
между гор.
262. Жабрица порезниковая — Seseli libanotis
 L. Koch.
Горные распадки, неглубокие ущелья, в трещинах скал. Найден вблизи зимовки Дюсембулак и в окрестностях посёлка Алгабас. Редок, нет во флоре Казахстана. Эндем.
263. Борщевик сибирский — Heracleum sibiricum
 L.
У ручья Карабулак, вблизи зимовки Дюсембулак.
264. Реброплодник уральский — Pleurospermum uralense
 Hoffm. Umbell.
На опушке леса и среди кустарников.
265. Порезник пушистоплодный — Libanotis eriocarpa
 Schrenk Seseli riocarpum (Schrenk) B. Fedtsch.
Каменистые склоны мелкосопочника. Эндем, редок.
266. Синеголовник плосколистный — Eryngium planum
 L.
Песчаные почвы, джейляу Барсан.
Сем. Первоцветные — Primulaceae
 Vent.
267. Первоцвет длиннострелочный — Primula capa
 L.
Сырой луг, джейляу Барсан.
268. Проломник северный — Androsace septentrionalis
 L.
Каменистые склоны в горах Мыншукур.
269. Проломник Турчанинова — Androsace turczaninovii
 Freyn (maxima L)
Каменистые склоны гор Мыншукур.
270. Вербейник обыкновенный — Lysimachia vulgaris
 L.
Лесная поляна, луговые почвы, зимовка Дюсембулак.
271. Млечник приморский — Glaux maritime
 L.
Берег речки Кара-Агаш, у зимовки Мейрман.
Сем. Свинчатковые — Plumbaginaceae
 Juss
272. Кермек Гмелина — Limonium gmelinii
 (Willd.) O. Kuntze.
Солончаки у озера Коржункуль.
273. Кермек каспийский — Limonium caspium
 (Willd.) Gams.
Мокрые солончаки.
274. Кермек полукустарниковый — Limonium suffruticosum
 (L)
Пухлые и корковые солончаки.
275. Гониолимон превосходный — Goniolimon eximum
 (Schrenk) Boiss.
Щебнистые склоны гор Каскыртау.
Сем. Горечавковые — Gentianaceae
 Juss.
276. Горечавка крестообразная — Gentiana crusiata
 L.
Межсопочная долина, лесная поляна, луговые почвы, зимовка Шайшкуль.
277. Горечавка Фетисова — Gentiana fetissowii
 Rgl, et (decumbens L.)
Горная долина, луговые почвы, лесная поляна, по дороге в посёлок Алгабас. Очень редок.
278. Горечавка легочная — Gentiana pheumonanthe
 L,
Влажный луг, понижение в степи, джейляу Барсан. Редок.
279. Горечавка прибрежная — Gentiana riparia
 Kar. Et Kir.
Болотистый луг, на высоких кочках, у подножия сопки.
Сем. Ластовневые — Asclepiadaceae
 R.Br.
280. Ласточник сибирский — Vincetoxicum sibiricum

Сопочная степь, у зимовки Телембек.
Сем. Повиликовые — Cuscutaceae
 Dum
281. Повелика хмелевидная — Cuscuta lupuliformis
 Krock.
В осиновом колке, у зимовки Дюсембулак.
Сем. Бурачниковые — Boragenaceae
 Juss.
282. Турнефорция сибирская — Tournefortia sibirica
 L.
На берегу речки Кара-Агаш, у зимовки Мейрман.
283. Незабудка дернистая — Miosotis caespitosa
 Schultz.
На берегу ручья, отделение Еликты.
284. Оносма простейшая — Onosma simplicissimum
 L
Склоны гор Каскыртау.
285. Липучка ежевидная — Lappula miosotis
 Moench. (L. echinata Gilib.)
Склоны сопок, зимовка Жортан.
Сем. Губоцветные — Labiatae
 Juss.
286. Пикульник двунадрезной — Galeopsis bifida
 Boenn.
Лес в ущелье.
287. Тимьян минусинский — Thymus minusinensis
 Serg.
Вершины каменистых сопок.
288. Тимьян Лавренковский — Thymus larenkoanus
 Klok
Расщелины скал.
289. Тимьян Маршаллиевский — Thymus marschallianus
 Willd
Расщелины скал и в степи предгорий.
290. Змееголовник тимьяноцветный — Dracocephalum thymiflorum
 L.
Щебнистые почвы склонов гор, у зимовки Шайшкуль.
291. Шлемник обыкновенный — Scutellaria golericulata
 L.
В редколесье, у ручья.
292. Зизифора пахучковидная — Ziziphora clinopodioicles
 Lam.
Предгорная степь.
293. Дубровник чесночный (скордия) — Teucrium scrordium
 L.
Редколесье, луговые почвы, зимовка Дюсембулак. Редок.
294. Шлемник обыкновенный — Scutellaria golericulata
 L.
В редколесье, у ручья, зимовка Дюсембулак.
295. Шалфей степной — Salvia stepposa
 Schost.
Степь, вдоль ручья, у зимовки Дюсембулак.
296. Змееголовник поникший — Dracocephalum nutans
 L.
297. Чистец болотный — Stachys palustris
 L.
Понижение рельефа, в зарослях, у зимовки Карабай.
Склоны степных сопок.
298. Зопник полевой — Pholomis agraria
 Bge.
Луга горных долин.
299. Зопник клубненосный — Pholomis tuberosa
 L.
Степь у ручья Карабулак.
300. Мята полевая — Mentha arvensis
 L.
Заливной луг.
301. Змееголовник руйшиевский — Dracocephalum ruyschiana
 L.
Склоны гор Каскыртау.
302. Будра плющевидная — Glechoma hederacea
 L.
У ручья в берёзовом колке, у отделения Еликты.
303. Котовник украинский — Nepeta ucrainica
 L.
Склоны гор Каскыртау.
304. Котовник венгерский — Nepeta noraschenica
 Grossh. N. pannonica nuda L.
Неглубокое ущелье, у зимовки Шайшкуль.
Сем. Норичниковые — Scrophulariaceae
 Juss.
305. Мытник тысячелистниковый — Pedicularis achilleifolia
 Stepn.
Влажный луг, неглубокое ущелье, у поселка Алгабас.
306. Додарция восточная — Dodartia orientalis
 L.
Предгорная степь.
307. Мытник мохнатоколосый — Pedicularis dasystachys
 Schrenk.
В понижениях всхолменной степи.
308. Мытник Кауфмана — Pedicularis kaufmannii
 Pinzger.
Степь предгорий, на щебнистых почвах, у ручья Карабулак.
309. Вероника колосистая — Veronica spicata
 l.
Склоны сопок, у гор Мыншукур.
310. Вероника серебристая — Veronica uncana
 L.
Щебнистые почвы склон, у джейляу Барсан.
311. Вероника ненастоящая — Veronica spuria
 L.
Склоны гор и степь предгорий.
312. Вероника простёртая — Veronica prostrata
 L.
Склоны гор Мыншукур.
313. Вероника красивая — Veronica laeta
 Kar.et Kir.
Каменистые склоны предгорий.
314. Очанка татарская — Euphrasia pectinata
 Ten., O. tatarica
 (Fisch.ex Spreng.)
Сырой луг, джейляу Барсан.
315. Льнянка русская — Linaria ruthenica
 Blonski.
Луговая степь.
316. Льнянка Дмитриевой — Linaria dmitrievae
 Seviotr., L. debilis Kuprian
Каменистые склоны сопок. Эндем, редок.
317. Марьянник гребёнчатый — Melampyrum cristatum
 L.
В берёзо-осиновом колке.
Каменистые склоны предгорий.
318. Коровяк фиолетовый — Verbascum phoeniceum
 L.
Западины, заросли кустарников.
319. Погремок джунгарский — Rhinanthus songaricus
 (Sterneck) B. Fedttsch.
Берег речки, луговые склоны.
320. Вероника ключевая — Veronica aquatic
 L. (V. anagallis aquatic
)
Сырой луг.
321. Зубчатка поздняя — Odontites serotina
 (Lam.) O. rubra
 (Baumg.) Pers.
Сухая степь, щебнистые почвы, зимовка Карабай.
Сем. Заразиховые — Orobanchaceae
 Vent.
322. Заразиха голубая — Orabanche caesia
 Reichb.
Паразитирует на видах рода Artemisia и на Spiraea hypericifolia

Повсеместно по щебнистым склонам степных сопок.
Сем. Подорожниковые — Plantagginaceae
 Juss.
323. Подорожник степной — Plantago stepposa
 Kuprian
Склоны гор Нияз.
324. Подорожник большой — Plantago major
 L.
Остепненный луг.
325. Подорожник наибольший — Plantago maxima
 Juss. Et. Jaeg.
Луга, поймы рек.
326. Подорожник приморский — Plantago maritma
 L. = P. salsa
 Pall
Солонцеватые луга.
Сем. Мареновые — Rubiaceae
 Juss.
327. Подмаренник саурский — Galium saurense
 Litv.
Склоны гор.
328. Подмаренник северный — Galium septentrionale
 Roem. Et Schult.
Луг, пойма, вокруг родников.
329. Подмаренник болотный — Galium palustre
 L.
Влажный луг поймы.
330. Подмаренник топяной — Galium uliginosum

Влажный луг у джейляу Барсан.
331. Подмаренник русский — Galium ruthenicum
 Willd
Щебнистые почвы, склонов, у зимовки Шайшкуль.
332. Подмаренник настоящий — Galium verum
 L.
Луговые почвы неглубокого ущелья, в горах Каскыртау.
Сем. Валерьяновые — Valerianaceae
333. Патриния средняя — Patrinia intermedia
 (Hornen.) Roem. Et Schult.
Склоны гор у речки Кара-Агаш, вблизи зимовки Мейрман.
334. Валерьяна клубненосная — Valeriana tuberosa
 L.
Луговые почвы горного ущелья, у отделения Еликты.
Сем. Ворсянковые — Dipsacaceae
 Juss
335. Скабиоза бледно-желтая — Scabiosa ochroleuca
 L.
Щебнистые почвы равнин среди гор, у джейляу Барсан.
Сем. Колокольчиковые — Campanulaceae
 Juss.
336. Колокольчик волжский — Campanula wolgensis
 Smirn.
Луговая степь, долина речки.
337. Колокольчик сибирский — Campanula sibirica
 L.
У подножий гор. В зарослях кустарников.
338. Колокольчик алтайский — Campanula altaica

Неглубокое ущелье, заросли кустарников.
339. Бубенчик лилиелистный — Adenophora lilifolia
 (Z) DC
В зарослях степных кустарников.
Сем. Сложноцветные — Compositae
 Giseke
340. Тысячелистник обыкновенный — Achilla millefolium
 L
Поляна в лесу, у зимовки Дюсембулак.
341. Тысячелистник, чихотная трава — Achilla ptarmica
 L.
Луговые почвы у леса, зимовка Дюсембулак.
342. Аяния кустарничковая — Ajania fruticulosa
 (Ledeb.) Poljak.
Солонцеватый луг, у речки Кулумбек.
343. Кошачья лапка — Antennauca dioica
 (L.) Gaertn.
Склоны гор, сопки, на щебнистых почвах. Очень редок.
344. Анкафия огненная — Ancathia igniaria
 (Spreng) D C.
Степь предгорий, солонцовые почвы.
345. Лопух войлочный — Arctium tomentosum
 Will.
В редколесье, у ручья.
346. Полынь широколистная — Artemisia latifolia
 Ledeb.
Степные, солонцеватые луга.
347. Полынь армянская — Artemisia armeniaca
 Lam.
Луговые западины, в зарослях степных кустарников.
348. Полынь песчаная — Artemisia arenaria
 D C.
Песчаные почвы, наносы рек.
349. Полынь горькая — Artemisia absinthinum
 L.
Солонцеватые, степные почвы.
350. Полынь австрийская — Artemisia austriaca
 Jaeg,
На солонцеватых, степных почвах, доминирует.
351. Полынь эстрагон — Artemisia dracunculus
 L.
Западины, сухие русла, у берега озера Коржункуль.
352. Полынь холодная — Artemisia frigida
 Willd.
Сухая степь, у зимовки Мейрман.
353. Полынь серая — Artemisia glauca
 Pall. Ex Willd.
Щебнистые почвы склонов гор, у зимовки Шайшкуль.
354. Полынь рассечённая — Artemisia laciniata
 Willd.
Склоны гор, щебнистые почвы, у зимовки Шайшкуль.
355. Полынь крупноцветковая — Artemisia macrantha
 Ledeb.
Луговые и солонцеватые степи, заросли кустарников в горной долине.
356. Полынь Маршалла — Artemisia marschalliana
 Spreng.
Склоны гор.
357. Полынь селитряная — Artemisia nitrosa
 Web. Ex Strechm.
Сухая степь, вблизи зимовки Мейрман.
358. Полынь каменная — Artemisia rupestris
 L.
Щебнистые почвы у подножий гор Каскыртау.
359. Полынь шелковистая — Artemisia sericea
 Web. Ex Strechm.
Гора Акшокы, склоны.
360. Полынь обыкновенная — Artemisia vulgaris
 L.
Луговые почвы, на опушке леса, у горы Акшокы.
361. Чертополох Термера — Carduus thoermeri
 Weinm
Окрестности Алгабас, у дороги.
362. Прозанник крапчатый — Achirophorus maculates
 (L.) Scop.
Гора Нияз, в понижении между сопками.
363. Козлобородник сомнительный — Tragopogon dubius
 Scop.
Сухая степь, окраина поселка Алгабас, в понижении у дороги.
364. Ромашка обнаженная — Matricaria perforate
 Merat M. chamomilla
 (M. inodora
 L.)
В понижении, у дороги в окрестностях поселка Алгабас.
365. Астра триполиум — Aster tripolium
 L.
На опушке леса, у горы Акшокы. Луговые почвы.
366. Череда трехраздельная — Budens tripartita
 L.
В понижении, у ручья.
367. Василёк новый — Centaurea novii
 Phalacrachena calva
 Ledeb.
Луговая степь, у берега речки Оленты, редок.
368. Василёк прижаточешуйный — Centaurea adpressa
 Ledeb.
Сырой луг, у джейляу Барсан.
369. Василёк сибирский — Centaurea sibirica
 L.
Щебнистые склоны гор.
370. Скерда кровельная — Crepis tectorum
 L.
Сухая степь на окраине гор Ерментау.
371. Скерда сибирская — Crepis sibirica
 L.
Опушка леса, в окрестностях горы Акдым.
372. Бодяк съедобный — Cirsium esculentum
 (Sievers) C.A.Meg.
В долине, у берёзового колка.
373. Бодяк крылатый — Cirsium alatum
 (S.G. Gemel.)
Щебнистые почвы предгорий.
374. Мордовник обыкновенный — Echinops ritro
 L.
Щебнистые почвы, у джейляу Барсан.
375. Солонечник узколистый — Galatella angustissima
 (Tausch) Novorokr.
Сопка у зимовки Мейрман, щебнистые почвы.
376. Солонечник точечный — Galatella punctata
 (Woldst. Et Kit.) Nees.
Луговые почвы, у ручья, зимовка Дюсембулак.
377. Цмин песчаный — Helichryssum arenarium
 (L.) Moench.
Щебнистые почвы, склонов гор, у зимовкb Мейрман, очень редок.
378. Ястребинка румянковая — Hieracium echioides
 Lumn.
Склоны гор, щебнистые почвы, у зимовки Шайшкуль.
379. Ястребинка ядовитая — Hieracium virosum
 Pall.
Каменистые склоны гор Каскыртау.
380. Татарник колючий — Onopordon acanthium
 L.
Окрестности Алгабас, у дороги.
381. Девясил британский — Lnula Britannica
 L.
Берег озера Коржункуль.
382. Девясил иволистный — Lnula salicina
 L.
Сырой луг у джейляу Барсан.
383. Бузульник метёльчатый — Ligularia thyrsoidea
 (Ledeb.) D C.
Сырой луг, у джейляу Барсан.
384. Соссюрея (горькуша) изящная — Saussurea elegans
 Ledeb.
Низинный луг, у зимовки Дюсембулак.
385. Соссюрея солончаковая — Saussurea salsa
 (Pall.) Spreng.
На берегу солёного озера, у зимовки Мейрман.
386. Соссюрея дольчатая — Saussurea laciniata
 Ledeb.
Солёное озеро, у зимовки Мейрман.
387. Соссюрея солилистная — Saussurea  salicifolia
 (L) D
Степь среди гор, щебнистые почвы, у джейляу Барсан. Нет этого вида во флоре Казахстана.
388. Козелец австрийский — Scorzonera austriaca
 Willd.
Щебнистые склоны гор Мыншукур.
389. Козелец пурпуровый — Scorzonera rjsea (puripurea)

Каменистые склоны гор Каскыртау.
390. Крестовник крупнозубчатый — Senecio grandidentatus

В зарослях кустарника, у ручья, у зимовки Карабай.
391. Крестовник Якова — Senecio jakobaea
 L.
В степном понижении, в зарослях кустарника, у джейляу Барсан.
392. Крестовник малолистный — Senecio paucifolius
 S.G. Gmel.
Солончаковый луг, у зимовки Карабай.
393. Крестовник дубравный — Senecio nemorensis

Луговые почвы, у ручья Карабулак, на опушке леса.
394. Серпуха венценосная — Serratula coronata
 L.
Опушка леса.
395. Серпуха киргизская — Serratula Kirghisoum
 Iljin.
Каменистые склоны гор Каскыртау, субэндем, редок.
396. Золотарник обыкновенный — Solidago virgaurea
 L.
Редколесье, у ручья, в горах Акшокы.
397. Пижма обыкновенная — Tanacetum vulgare
 L.
На опушке лесного колка.
398. Осот огородный — Sonchus oleraceus
 L.
Солончаки.
399. Пижма тысячелистниковая — Tanacetum achilleifolium

Малоразвитые почвы сопок у зимовки Мейрман.
400. Одуванчик красносемянный — Taraxacum erythospermum
 Andrz.
Каменистые склоны сопок.
401. Одуванчик обыкновенный — Taracxacum ojficinalis

Луговые почвы.
402. Грудница татарская — Linosyris tatarica
 (Less.) Czer.
Солонцеватая степь.
403. Грудница мохнатая — Linosyris villosa
 (L.) D.C.
Каменистые склоны гор Каскыртау, у зимовки Шайшкуль.
404. Крыловия пустынностепная — Krylovia eremopfila

Вершины и склоны сопок, каменистые почвы гор: Койтас, Сункария, Алгабас, Каратау. Нет во флоре Казахстана, субэндем, очень редок.
405. Юнгия расставленолистная — Yoangia Diversifolia
 (Ledeb.) Ledeb.
Каменистая вершина горы Ортынжал, небольшая расщелина. Нет этого вида во флоре Казахстана.
Сем. Зверобойные — Guttiferae
406. Зверобой продырявленный — Hipericum perforatum
 L.
Горный распадок, среди кустарников.
Сем. Жимолостные — Caprifoliaceae
 Juss
407. Жимолость татарская — Lonicera tatarica
 L.
Луговые склоны, днища ущелий, кустарниковые заросли.
408. Жимолость мелколистная — Lonicera microphila
 Willd ex Roem. et Schult.
Долины среди гор, лесные опушки.
Сем. Паслёновые — Solanaceae
 Juss
409. Паслён сладко-горький — Solanum dulcamara
 L.
Сырой лес и заросли кустарника.
410. Паслён безволосый — Solanum depilatum
 Kitagawa.
Пойменные луга, кустарниковые заросли (ивняки). Редок.
Сем. Сусаковые — Butomaceae
 Rich.
411. Сусак зонтичный — Butomus umbellatus
 L.
Берег озера, заболоченный луг.
Сем. Пузырчатковые — Letibulariaceae
 Lindl.
412. Пузырчатка обыкновенная — Vtricularia vulgaris
 L.
В стоячей воде небольших озёр.
Сем. Рдестовые — Potamogetonaceae
 Engl.
413. Руппия спиральная — Ruppia spiralis
 L.
В озере с солоноватой и солёной водой.
Сем. Наядовые — Najagaceae
 Benth. Et Hook.f.
414. Наяда морская — Najas marina
 L.
В пресной и солоноватой воде озёр.
Встречено 27 видов, отсутствующих в списке флоры Центрального Казахстанского Мелкосопочника (их можно отнести к растениям, находящимся под угрозой исчезновения):
Вероника простёртая — Veronica prostrata
Вех ядовитый — Cicuta virosa
Галицкия лопатчатая — Farsetia spathulata
Гвоздика Андржевского — Dianthus andrzejovskianus
Горицвет весенний — Adonis vernalis
Грудница мохнатая — Linosyris villoza
Дрёма ночецветная — Melandrium noctiflorum
Дымянка обыкновенная — Fumaria officinalis
Жабрица порезниковая — Seseli libanotis
Карагана белокорая — Caragana leucophloea
Ковыль украинский — Stipa ucrainica
Колокольчик алтайский — Campanula altaica
Крестовник дубровный — Senecio nemorensis
Крестовник крупнозубчатый — Senecio grandidentatus
Лапчатка пенсильванская — Potentilla pensylvanica
Лапчатка пониклая — Potentilla patula
Лук сферический — Allium sphaerocephalon
Очанка татарская — Euphrasia pectinata
Подмаренник саурский — Galium saurense
Реброплодник уральский — Pleurospermum uralense
Рёмерия отогнутая — Roemeria refracta
Сочевичник весенний — Orobus vernus
Соссюрея солелюбивая — Saussurea salicifolia
Тысячелистник птармика — Achillea ptarnica
Терескен кустарниковый — Ceratoides Latens
Юнгия раставленнолистная — Youngia diversifolia
Ферула Шаир — Ferula schair
Семь из них, виды новые для флоры Казахстана:
Жабрица порезниковая — Seseli libanotis
Лапчатка пониклая — Potentilla patula
Лапчатка пенссильванская — Potentilla pensylvanica
Лук сферический — Allium spyaercephalon
Терескен кустарниковый — Ceratoides latens
Соссюрея солилистная — Saussurea  salicifolia
Юнгия расставленнолистная — Youngia diversifolia
Весьма интересной и очень редкой находкой было обнаружение реликтового, вымирающего вида Крыловии пустынно-степной — Krylovia eremophila
. Наблюдали неспособность этого вида отрастать в неблагоприятные годы, этот факт, как и преобладание во встреченных куртинках старовозрастных особей, может указывать на угасание популяции.
Из редких и исчезающих видов особое место принадлежит эндемам, занимающим весьма ограниченную территорию. Нами, в горах Ерментау, встречены горно-степные и скальные эндемики:
Галицкия лопатчатая — Galitzkya, Farsetia spathulata
Ирис кожистый — Iris scariosa
Триния шершавая — Trinia muricata
Курчавка незаметная — Atraphaxux decipiens
Порезник пушистоплодный — Libanotis eriocarpa
Льнянка Дмитриевой — Linaria dmitrievae
К этим видам добавлено три субэндемика, из них два редких:
Серпуха киргизская — Serrotula kirghisorum
Гипсофила Патрена — Gipsophila patrinii
Третий субэндемик: Волоснец акмолинский — Leymus akmolinensis
 нередко встречается на солонцеватых лугах Ерментау.
      Из других видов, редких, произрастающих в горном массиве Ерментау, можно отнести:
Боярышник кровавокрасный — Crataegus saguinea
Берёза мелколистная — Betula microphylla
 Bge.
Астрагал большеног — Astragalus macropus
Аяния кустарниковая — Ajania fruticulosa
Гвоздика джунгарская — Dianthus songoricus
Гвоздика Андржевского — Dianthus andrzejovskianus
Гониолимон превосходный — Goniolimon eximum
Горечавка Фетисова — Gentiana Fetissowii
Горечавка лёгочная — Gentiana pheumonanthe
Горицвет волжский — Adonis volgensis
Василёк новый — Centaurea novii
Дубровник чесночный (скордия) — Teucrium scrordium
 L.
Жимолость мелколистная — Lonicera microphilla
Ирис сибирский — Iris sibirica
Камфоросма монпелийская — Camphorosma monspeliacum
Курчавка кустарниковая — Atraphaxux frutescens
Ковыль Залесского — Stipa zalesskii
Копеечник Гмелина — Hedysarum gmelinii
Котовник венгерский — Nepeta noraschenica
 N.pannonica
Кохия простёртая — Kochia prostrata
Кошачья лапка — Antennauca dioica
Лапчатка курильский чай — Potentilla parvifolia
Ласточник сибирский — Vincetoxicum sibiricum
Лебеда мелкоцветная — Atriplex micrantha
Можжевельник казацкий — Juniperus sabina
Патриния средняя — Patrinia intermedia
Рёмерия отогнутая — Roemeria refracta
Ятрышник широколистный — Orchis latifolia
Хвойник двуколосковый — Ephedra distachia
Цмин песчаный — Helichryssum arenarium
Фиалка скальная — Viola rupestris
Зверобой продырявленный — Hypericum perforatum
Астрагал узкорогий — Astragalus stenoceras
Очиток пурпуровый — Sedum purpureum
Солодка уральская — Glycyrrhiza uralensis
Ольха клейкая — Alnus glutinosa
Осока ржаная — Carex secalina
Паслён безволосый — Solanum depilatum
 Kitagawa
Из растений, включённых в Красную книгу СССР, в горах Ерментау обитают:
Ирис сибирский — Iris sibirica
Ковыль Залесского — Stipa zalesskii
Солодка уральская — Glycyrrhiza uralensis
А из видов, включённых в Красную книгу Казахской ССР, встречаются:
Адонис весенний — Adonis vernalis
Ольха клейкая — Alnus glutinosa

## Охраняемая территория

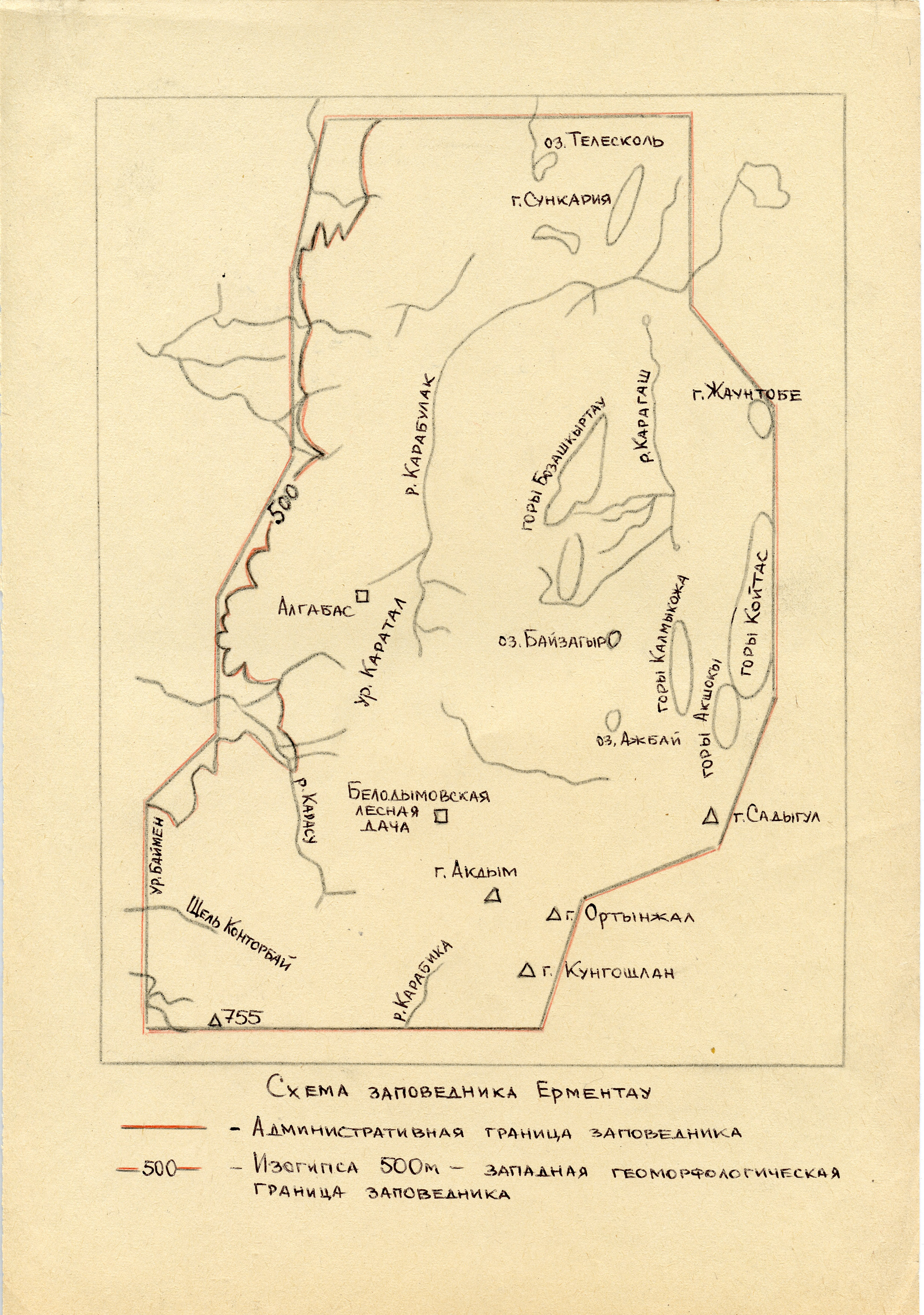
Схема заповедника Ерментау (Ерейментау) из обоснования проекта ЦСХИ, 1982 год

Коллектив учёных из Целиноградского сельскохозяйственного института (ЦСХИ) в сотрудничестве с «Целингипрозем», ВНИИПрирода и лабораторией комплексных экономических исследований Института экономики Уральского научного центра Академии наук СССР обосновали преобразование Ерментауского государственного зоологического заказника в заповедник и разработали его проект. В результате этой работы была зарезервирована территория для Ерейментауского государственного заповедника. Затем эта зарезервированная территория с Ерейментауским государственным природным заказником республиканского значения 11 марта 2011 года стала филиалом «Ерейментауский» Государственного национального природного парка «Буйратау» (в переводе с казахского — «Кудрявые горы»). Национальный парк учредил Комитет лесного и охотничьего хозяйства МСХ РК в рамках реализации отраслевой программы «Жасыл Даму на 2011—2014 годы» при поддержке проекта Программы развития Организации Объединенных Наций Глобального экологического фонда (ПРООН/ГЭФ) «Сохранение и устойчивое управление степными экосистемами».